# Teodor cel Sfințit
Teodor cel Sfințit (n. 314 d.Hr., Esna⁠(d), Guvernoratul Luxor, Egipt – d. 368 d.Hr., Tabenna⁠(d), Egipt) a fost ucenicul călugărului Pahomie cel Mare. După moartea acestuia, în anul 347, a fost ales stareț al mănăstirilor din Tabena Egiptului. 

## Viața
S-a născut în Tebaida de Sus, din părinți creștini. 
Când avea 14 ani, cu binecuvântarea mamei sale, a mers să locuiască la o mănăstire de monahi. Auzind însă de Sfântul Pahomie s-a dus la Tabena pentru a-i fi ucenic. Când a împlinit 25 de ani, fericitul Teodor a fost ales, de dascălul său, ca însoțitor în drumurile pe care acesta le făcea mănăstirilor puse sub autoritatea sa. La 30 de ani, a fost sfințit preot din porunca marelui stareț. Curând, după aceasta, Sfântul a fost numit stareț al mănăstirii din Tabena, Cuviosul Pahomie locuind în continuare în mănăstirea Pamvo.
Se stinge din viață la 16 mai 367.